# Stoppaniite
La stoppaniite (simbolo IMA: Spp) è un minerale appartenente al gruppo del berillo con composizione chimica (Fe,Al,Mg)4(Be6Si12O36) • (H2O)2(Na,☐), a volte semplificata in Be3Fe3+2(Si6O18) • (H2O). Strutturalmente appartiene alla famiglia dei ciclosilicati.

## Etimologia e storia
Il nome è in onore del collezionista e avvocato italiano Francesco Saverio Stoppani, coautore del libro I minerali del Lazio del 1982.

## Classificazione
Essendo stata riconosciuta come minerale dall'Associazione Mineralogica Internazionale (IMA) solo nel 1996, la stoppaniite non compare nell'ottava edizione della sistematica dei minerali secondo Strunz.
Nella nona edizione di tale sistematica, invece, la stoppaniite è elencata nella classe "9.C Ciclosilicati"; questa è ulteriormente suddivisa in base alla struttura degli anelli, in modo che il minerale possa essere trovato nella sottoclasse "9.CJ [Si6O18]12- anelli singoli con 6 membri (sei anelli singoli), senza anioni complessi isolati" dove forma il sistema nº 9.CJ.05 insieme a pezzottaite, bazzite, berillo e indialite.
Anche nella classificazione dei minerali secondo Dana, usata principalmente nel mondo anglosassone, la stoppaniite è elencata nella famiglia dei "ciclosilicati" e da lì nella sottoclasse "Ciclosilicati: anelli a sei membri con anelli Si6O18; possibile (OH) e sostituzione di Al" dove insieme a berillo, bazzite, indialite e pezzottaite forma il "gruppo del berillo" con il sistema nº 61.01.01.
Stessa cosa accade nella Sistematica dei lapis (Lapis-Systematik) di Stefan Weiß: la stoppaniite appartiene alla famiglia dei "Ciclosilicati" e da lì nella sottofamiglia "Anelli a sei membri [Si6O18]12−" dove viene elencata insieme a bazzite, berillo, bunnoite, cordierite, ferroindialite, indialite, pezzottaite e sekaninaite, con le quali forma il sistema nº VIII/E.12.

## Abito cristallino
La stoppaniite cristallizza nel sistema esagonale nel gruppo spaziale P6/mcc (gruppo nº 192) con i parametri di reticolo a = 9,346 Å e c = 9,213 Å e con una unità di formula per cella unitaria.

## Origine e giacitura
La stoppaniite è stata rinvenuta inizialmente nella città di Capranica, in provincia di Viterbo (nel Lazio, Italia), che è la sua località tipo. È stata descritta anche nella vicina città di Vetralla. Questi due luoghi sono gli unici sul pianeta in cui è stata descritta questa specie minerale.

## Forma in cui si presenta in natura
La stoppaniite forma piccoli cristalli azzurri o blu chiaro di dimensioni massime di mezzo millimetro, con lucentezza vitrea. Il colore del suo striscio sulla mattonella di prova è bianco. e possiede una durezza Mohs pari a 7,5.